# Grigorij Soroka

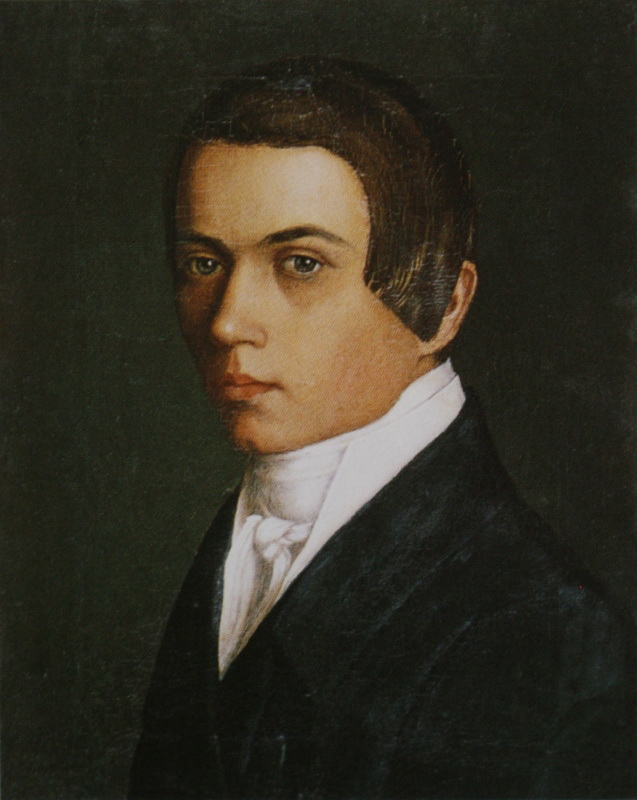
Autoritratto di Grigorij Soroka, 1840-1850, Museo russo (San Pietroburgo)

Grigorij Vasil'evič Soroka (in cirillico: Григорий Васильевич Сорока; oblast' di Tver', 27 novembre 1823 – Vyšnij Voločëk, 22 aprile 1864) è stato un pittore russo.

## Biografia
Nato in condizione di servo della gleba, Grigorij Soroka fin da bambino mostrò chiara disposizione per il disegno e Vasilij Matveevič Vladimirov, cui fu mostrato un album con disegni di contadini, gli insegnò a leggere e a scrivere. L'album si trova oggi al Museo russo, a San Pietroburgo. Fu inviato, come allievo, dal 1842 al 1847, presso il pittore Aleksej Gavrilovič Venecianov che aveva aperto una scuola privata. Grigorij Soroka possedeva un raro intuito nel catturare la personalità della persona da ritrarre. Dal suo maestro assorbì la capacità di equilibrare la scena da riprodurre e di distribuire con chiarezza la luce. Nelle vedute d'interni rendeva con esattezza i particolari, entro una nitida e sicura prospettiva.
Dopo i lunghi anni di formazione, Venecianov rimandò Soroka dal suo padrone, il possidente e nobile Nikolaj Miljukov, chiedendogli di dare la libertà al giovane, perché potesse iscriversi all'Accademia russa di belle arti; Miljukov tuttavia non accettò di liberarlo dalla servitù della gleba. Nel 1861 lo zar Alessandro II di Russia aveva promulgato la legge di riforma che dava la possibilità di riscatto ai servi della gleba che potevano acquistare dai padroni la casa dove abitavano e i terreni circostanti (Riforma emancipativa del 1861). La riforma incontrò fiera opposizione da parte dei proprietari terrieri; scoppiarono disordini, anche sanguinosi e l'emancipazione dei servi si dimostrò, nei fatti, difficile da attuarsi.
Una rivolta di contadini si verificò anche nei possedimenti di Nikolaj Miljukov e coinvolse Grigorij Soroka che, da parte dei contadini, indirizzò al padrone una serie di lagnanze e di risentimenti scritti. Fu arrestato e condannato a una pena corporale. Prima che fosse eseguita, Grigorij Soroka s'impiccò. Nacque la leggenda che sarebbe stato innamorato della giovane Lidija Miljukova e che il padre si fosse vendicato, facendolo arrestare. Nel 2006, in una piazza di Poddub'e (Tver'), è stata posta una lapide commemorativa, in ricordo di Grigorij Soroka.

## Galleria d'immagini

Dipinti di Grigoriy Soroka
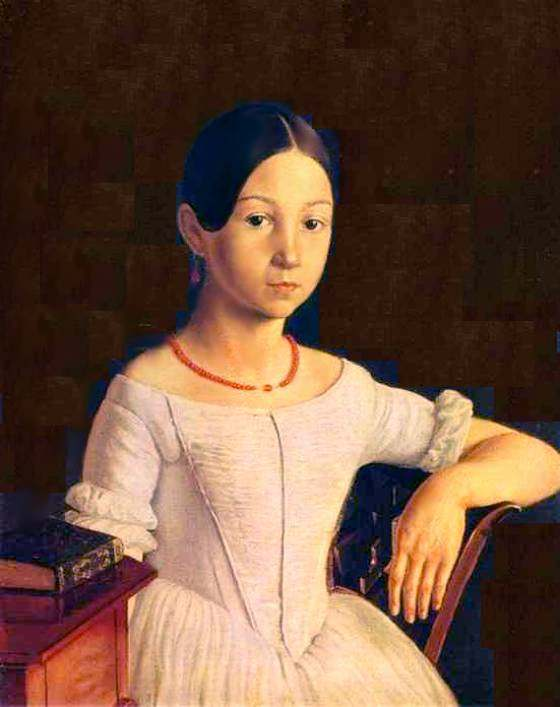
Ritratto di Lidija Miljukova, 1840 circa, Hermitage
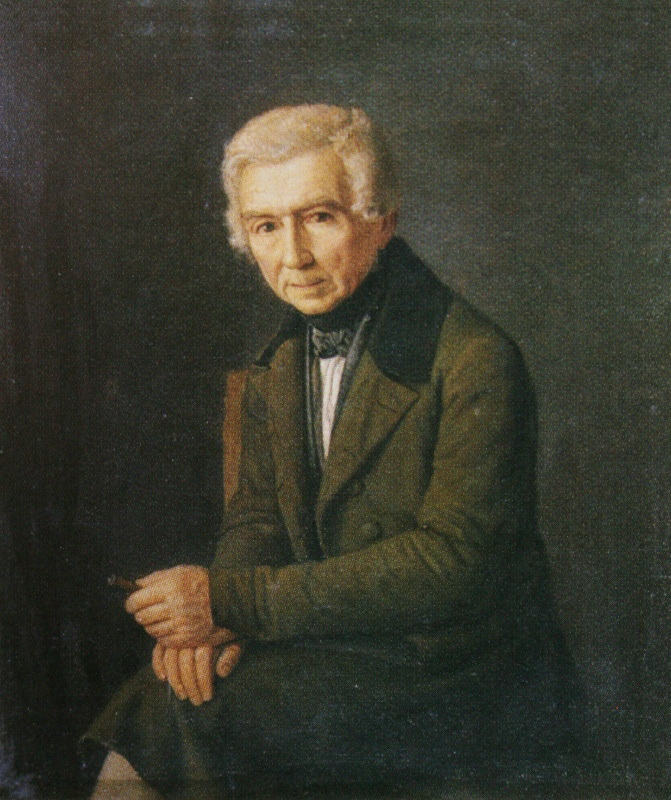
Ritratto di Aleksej Gavrilovič Venecianov, 1840, Museo russo
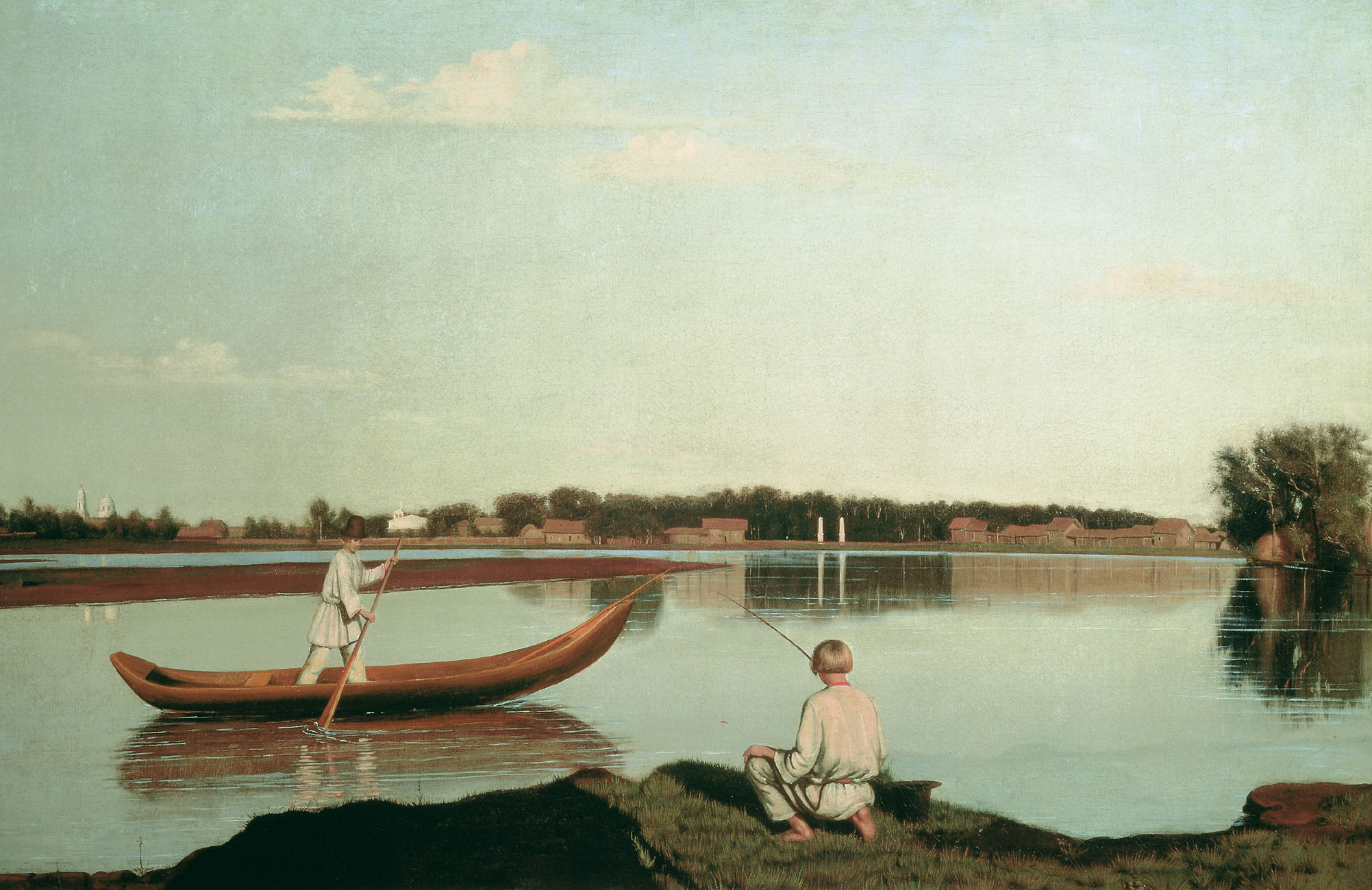
Pescatori a Spasskoe, 1840 circa, Museo russo
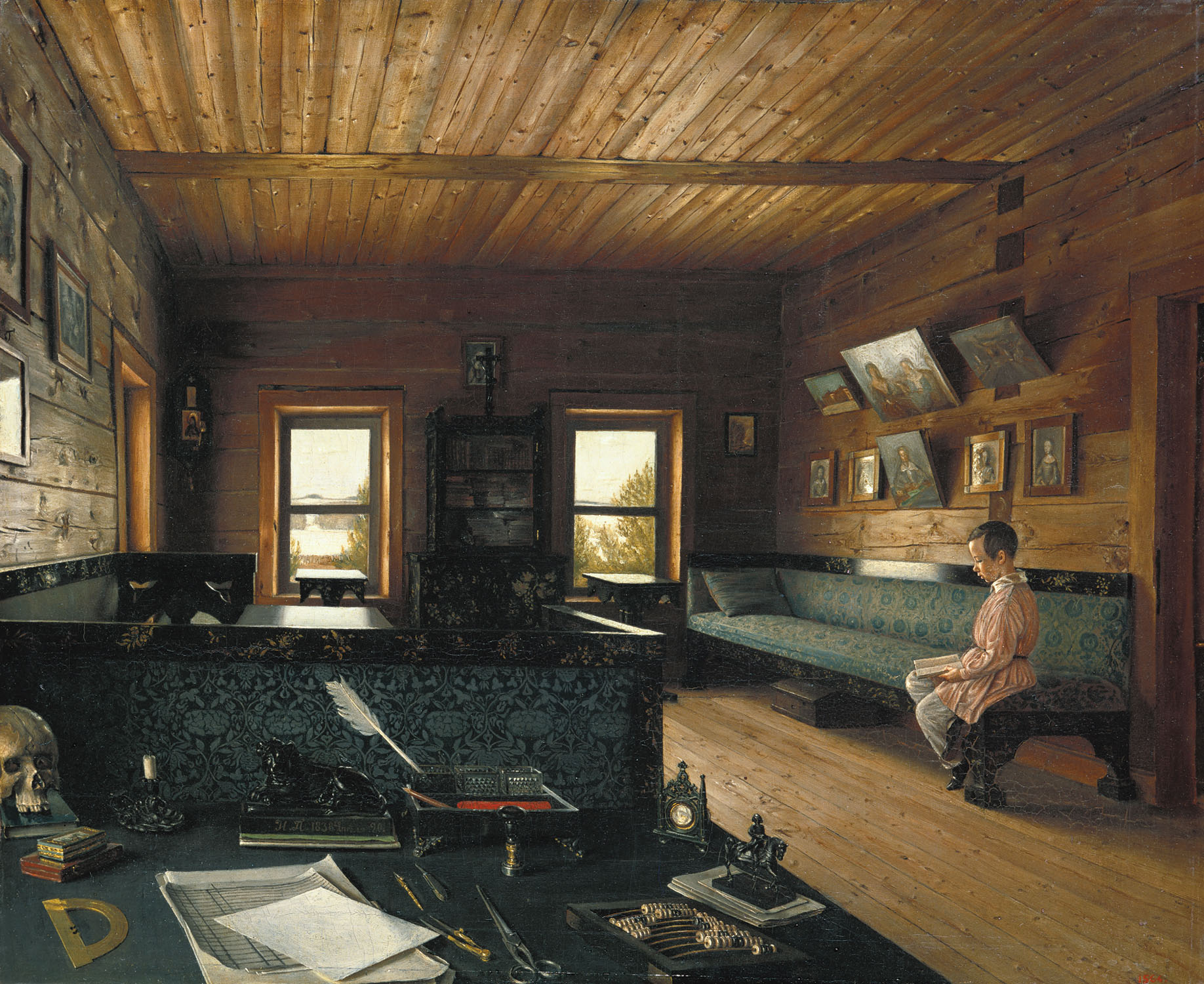
Interno di una casa a Ostrovki, 1844, Museo russo